# Río Saint Francis
El río Saint Francis o río San Francisco (del inglés: St. Francis River), es un largo afluente por la ribera derecha del río Misisipi, un río que discurre por del suroeste del estado de Misuri y el este del estado de Arkansas, en los Estados Unidos. Se origina en el sudeste de Misuri y fluye hacia el sur, desembocando en el Misisipí justo encima de la ciudad de Helena, después de haber recorrido 684 km. Parte de su curso forma durante un tramo la frontera entre los estados de Misuri y Arkansas. Es navegable unos 201 km.